# Campeonato Mundial de Ciclismo em Estrada de 1949
Os Campeonatos do mundo de ciclismo em estrada de 1949 celebrou-se na localidade dinamarquesa de Copenhaga a 20 e 21 de agosto de 1949.

## Resultados
| Evento                     | Ouro                          | Ouro       | Prata                   | Prata | Bronze                     | Bronze |
| -------------------------- | ----------------------------- | ---------- | ----------------------- | ----- | -------------------------- | ------ |
| Provas masculinas          |                               |            |                         |       |                            |        |
| Homens - carreira em linha | Rik van Steenbergen · Bélgica | 7h 34' 44" | Ferdi Kübler · Suíça    | m.t.  | Fausto Coppi · Itália      | m.t.   |
| Amador - carreira em linha | Henk Faanhof · Países Baixos  | 4h 55' 42  | Henri Kass · Luxemburgo | m.t.  | Hub Vinken · Países Baixos | + 22"  |